# Burçin Orhon
Burçin Orhon (* 1962 in Istanbul) ist eine türkische Schauspielerin und Tänzerin.

## Leben und Karriere
Orhon wurde im Jahr 1962 in Istanbul geboren. Zunächst machte sie eine Ballettausbildung. Sie studierte an der Universität Istanbul. Danach setzte sie ihr Studium an der Hacettepe-Universität fort. Ihr Debüt gab sie 1980 in dem Film Renkli Dünya. Ihre erste Hauptrolle bekam sie in Fırtına Gönüller. Außerdem wurde sie 1991 für die Serie Portatif Hüseyin gecastet.
Am 23. Dezember 1995 heiratete sie den Schauspieler Süheyl Uygur. Anschließend trat Orhon 1999 in Küçük Besleme auf. 2002 spielte sie in der Fernsehserie Aşk ve Gurur mit. Eine weitere Rolle bekam sie 2007 in Kavak Yelleri. Im selben Jahr eröffnete sie eine Schule namens Burçin Orhon Dance Academy. Im Dezember 2014 wurde bei ihr die Alzheimer-Krankheit diagnostiziert.

## Filmografie
Filme
- 1980: Renkli Dünya
- 1984: Fırtına Gönüller
- 1984: Taçsız Kraliçe
- 1986: Aşk ve Para
- 1986: On Yedi Yaşında Aşk
- 1986: Yunus Emre

Serien
- 1991: Portatif Hüseyin
- 1994: Artist Palas
- 1999: Küçük Besleme
- 2000: Borsa
- 2002: Aşk ve Gurur
- 2004: Çocuğun Var Derdin Var
- 2006: Anadolu Kaplanı
- 2007: Kavak Yelleri